# Історія життя пройдисвіта на ймення Пабло, зразка волоцюг і дзеркала крутіїв
«Історія життя пройдисвіта, на ймення Пабло, зразка волоцюг і дзеркала крутіїв» — крутійський або пікарескний роман, автором якого є іспанський письменник Франсіско де Кеведо, вперше надрукований у 1623 році.

## Сюжет
Фабула твору досить нескладна. Син перукаря і повії, Пабло ще хлопчиком потрапляє в услужіння до молодого дворянина дона Дієго. Схильний до авантюр, Пабло ніде довго не затримується. Вигнаний зі служби, він мандрує країною, то видаючи себе за шляхетного дворянина, то потрапляючи в компанію жебраків, то приєднуючись до акторської трупи. Він — крутій за покликанням, і його шахрайська вдача стає своєрідною формою пристосування до дійсності. Роман закінчується від'їздом Пабло в заокеанські колонії Іспанії.

Відношення Кеведо до зображеної ним реальності досить невизначене. Опинившись між традиціями і сучасністю, між зовнішньою дисципліною і внутрішніми імпульсами, письменник залишається без зброї перед хаотичною реальністю, водночас жадібний до життя і схильний до біганини від нього. Реальність «Паблоса» — мінлива, проте створює символ того суспільства, яке вже на останній сходинці моральної деградації. 
|  | Прислів'я каже правильно: з вовками жити, по—вовчи вити. Глибоко задумуючись над ним я прийшов до рішення бути крутієм з крутіями, і ще більшим, якщо зможу, ніж всі останні. |

 Своєрідність такого бачення дійсності може бути не одразу зрозумілою, навіть викликати незгоду, але критична сила його величезна. На вади тогочасної Іспанії спрямовується викривальна міць роману.
Букет квітів (як правдиво називає себе сам Пабло)… Живописна метафора відповідає особливому світові головного героя, в якому реальні цінності набувають інших пропорцій. Просвітити несвідомих через прийоми злодія — позитивний приклад для наслідування, ніж спокушати людей пороками, від яких вони повінні бігти. Пабло має вміння легко виплутуватися з будь—яких ситуацій. У нього своє бачення золотої середини. Пабло обирає дівчат гарненьких, про страшних і мова не йдеться, але й занадто розумні йому не потрібні (це те ж саме, що проводити час відпочинку з Аристотелем або Сенекою).
«Хай ти будеш проклятий, монастирський каханець» — казав кожний, хто бачив Пабло. Та чи це образа для нього, коли йому таке життя до смаку. Пабло вивчив усі крадійські науки. І хоча Пабло — закоренілий пройдисвіт, проте активний, рішучий, обережний. Оголеність світу не приваблива, тому й світ роздягає Пабло, тобто змушує бути справжнім «пікаро», щоб вижити. Кеведо цікавить поведінка людини у її зв'язку з середовищем. Останні рядки книги набувають філософського звучання: «Ніколи не змінить свою долю той, хто міняє місце і не міняє способу життя і своїх звичок».
Оповідь у крутійському романі провадиться від особи героя-пікаро, вихідця з низів суспільства, котрий хлопчаком, потрапляючи у світ, завжди ворожий йому, розуміє, що вижити можна, лише опанувавши правила гри цього гріховного світу. Крутійський роман будується зазвичай за принципом нанизування епізодів, об'єднаних постаттю головного героя. Хронотоп крутійського роману — «великою дорогою по рідному світі» (М. Бахтін) — дозволяє письменникові зобразити життя всіх станів і соціальних груп.
Кеведо-і-Вільєґас, свідомо орієнтуючись на традицію крутійського роману, доводить чимало його рис до крайньої межі, згущує барви, дає волю своїй фантазії, їдкому сарказмові, злій насмішці. Похмурий світ роману Кеведо-і-Вільєґаса — світ, позбавлений звичних пропорцій, світ, заселений безумцями (прожектер, який пропонує висмоктати море за допомогою губок; поет, котрий написав книжку на честь «одинадцяти тисяч дів-мучениць, кожній з яких присвятив по п'ятдесят октав»; учитель фехтування, котрий викреслює немислимі геометричні фігури, перш ніж зробити крок).

## Критика
Побудова пікарескного роману є досить цікавою, він будується як хронологічний виклад окремих епізодів з життя пікаро, без виразного композиційного малюнка. Оповідання, як правило, веде сам пікаро, завдяки чому читач переноситься на місце шахрая і мимоволі переймається до нього симпатією. Пікаро частенько виправдовує свої нечесні вчинки необхідністю виживати у жорстокому і байдужому світі. Жертвами його витівок стають доброчесні обивателі, чиновники, кримінальні елементи, а також такі ж шахраї, як і він сам.
Характерні риси пікарескного роману:
1. пікареска — це оповідання, що ведеться від першої особи, від імені самого героя, тобто фіктивна автобіографія;
2. при цьому, хоча автори «пікаресок» і довіряють герою-пікаро право бути суддею навколишньої його дійсності, у структурі оповідання пікаро-оповідач, пікаро-дійова особа, а також автор твору мають відносно самостійні точки зору, на грі яких і будується художнє ціле «шахрайського роману»;
3. сюжет «пікарески» розгортається як серія довільно настромлюваних один на одного епізодів-пригод героя, укладених, проте, у тверду рамкову конструкцію: це — або лист пікаро, що має якогось адресата, або його мовлення-сповідь, а ще частіше — проповідь, адресована певному слухачеві, або ж — і те, і інше; таким чином, композиція «пікарески» заснована на парадоксальному сполученні «закритості» й «відкритості»: пікаро веде оповідь про своє життя з моменту свого народження й до часу, до якого присвячене оповідання, що припускає можливість його продовження;
4. більшу роль у шахрайських романах грають «прологи», що включають текст пікарески в ситуацію експлікованого спілкування автора й героя-оповідача із читачем (або читачами); тому шахрайський дискурс у той самий час монологічний і діалогічний: пікаро-оповідач претендує на право бути носієм останньої правди про світ, але авторська іронія й активність читача розмивають монологічний лад шахрайської проповіді.

Зазвичай історія розгортається на фоні реального повсякденного життя. В сюжеті шахрайського роману немає романтичної любовної інтриги. Розповідь у ньому ведеться від першої особи, оповідачем виступає сам герой. Ставлення авторів шахрайських романів до своїх героїв, як правило змінюється в процесі розвитку роману та зміні умов і цілей життя його головних героїв.
Крутійство — соціальний феномен, у результаті якого руйнується старий порядок без формування нового. Крутійство сполучене з рядом характеристик. Воно припускає авантюризм, спритність, пронозливість, хитромудрість, пройдисвітство, шахрайство, пристосовність і т. д.
Шахрай мімікрує під занепадаючі, але ще існуючі природно виниклі відносини.
Існує два типи крутійства. Шахраї, які належать до першого типу прагнуть переважно, хоча й не винятково, до багатства в натуральній формі, до багатства як суми споживних вартостей, другі до багатства, що набуло форму загального еквівалента, до грошей.
Говорячи про всесвітньо-історичне значення крутійства, необхідно відзначити, що воно об'єктивно в настільки ж мірі прогресивно, тобто сприяє розвитку людства, як прогресивний розпад природно виниклих суспільних відносин.

## Екранізації
- Фільм «Пройдисвіт» (ісп. El Buscon) (Іспанія, реж. Луціано Берріатуа, 1979)[1].